# Moshe Castel
Moshe Castel (in ebraico, משה קסטל; Gerusalemme, 1909 – Tel Aviv, 12 dicembre 1991) è stato un pittore israeliano.

## Biografia
Nato in una famiglia sefardita, stuadiò nell'Accademia d'Arte Betzalel, nell'Académie Julian e nell'École du Louvre di Parigi, città dove visse per 15 anni. Moshe Castel ha studiato con il pittore francese israeliano Isaac Frenkel Frenel.
Le sue pitture murali sono in edifici emblematici d'Israele: Binyanei Ha'umá (1958), la Knesset (1966), la residenza dei presidenti di Israele (1970).